# Josiah Ritchie
Major Josiah George Ritchie, angleški tenisač, * 18. oktober 1870, Westminster, Anglija, Združeno kraljestvo, † 28. februar 1955, Ashford, Middlesex, Anglija.
Ritchie je svoj največji uspeh v karieri dosegel na Poletnih olimpijskih igrah 1908 v Londonu, kjer je osvojil naslov olimpijskega prvaka posamično, srebro med moškimi dvojicami skupaj z Jamesom Parkesom in bron posamično v dvorani. Leta 1909 se je uvrstil v finale na Prvenstvu Anglije, kjer ga je premagal Arthur Gore. V letih 1908 in 1910 pa je osvojil Prvenstvo Anglije v konkurenci moških dvojic.